# غيليسبي
غيليسبي (إلينوي) (بالإنجليزية: Gillespie, Illinois)‏ هي مدينة تقع في الولايات المتحدة في إلينوي. يقدر عدد سكانها بـ 3,412 نسمة .

## أعلام
- هاري باتون
- هوارد كيل